# Winterleitenhütte

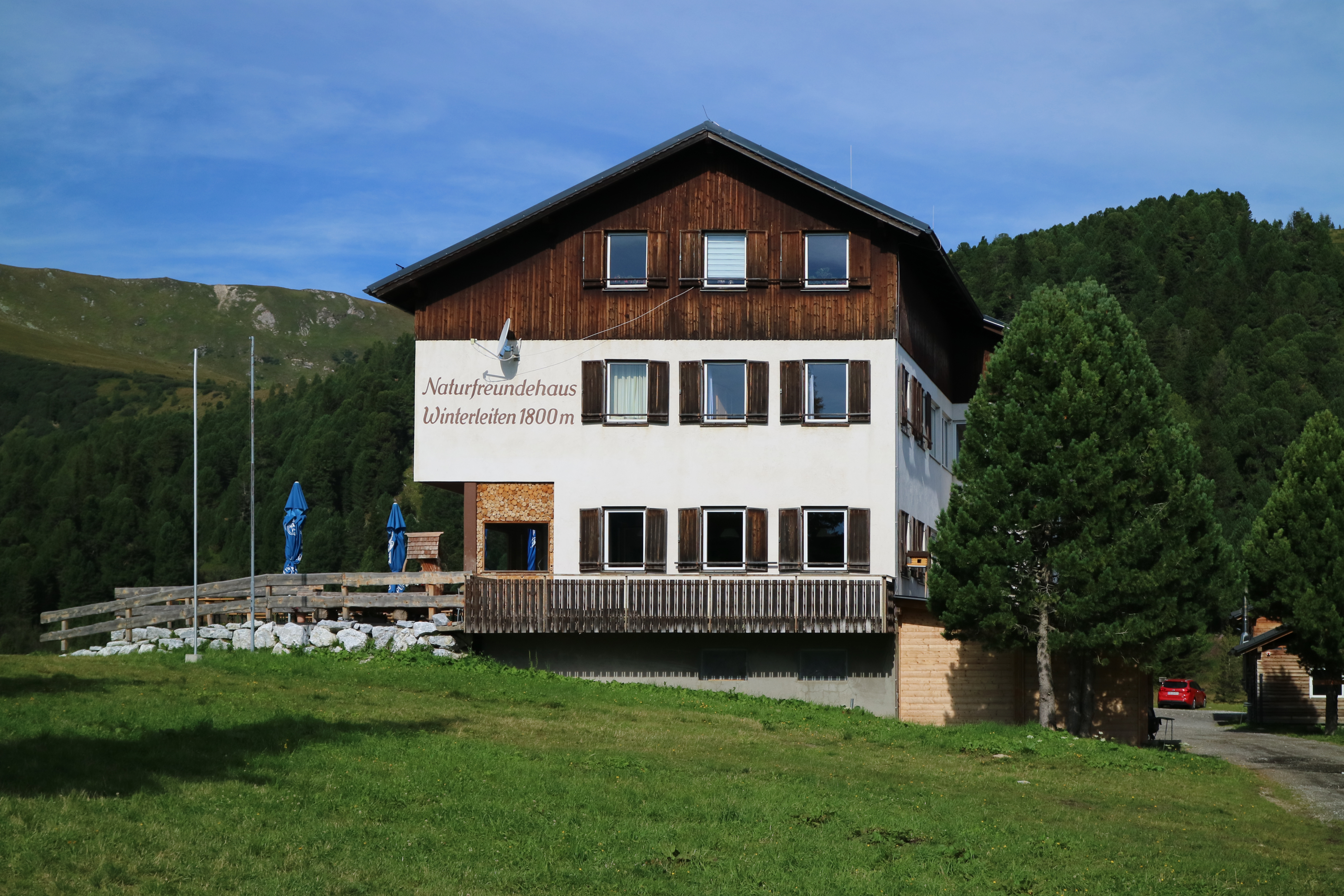
Ostansicht der Hütte

Die Winterleitenhütte (auch Naturfreundehaus Winterleiten) ist eine Schutzhütte der Naturfreunde in den Seetaler Alpen im österreichischen Bundesland Steiermark. Sie liegt im Bereich der beiden gleichnamigen Seen.

## Lage und Umgebung
Die Winterleitenhütte liegt auf 1782 m ü. A. am Kleinen (unteren) Winterleitensee in der Katastralgemeinde Oberweg der Stadtgemeinde Judenburg. Das Schutzhaus befindet sich im Gebiet des TÜPl Seetaler Alpe und ist von montanem Zirbenwald umgeben. Eine öffentliche Zufahrtsstraße führt von der Schmelz bis auf einen Parkplatz rund fünf Gehminuten unterhalb der Hütte. Westlich des Hauses liegt der Speikkogel (1927 m), der über einen Sattel mit dem Kreiskogel (2306 m), einem beliebten Wanderziel, verbunden ist.

## Geschichte
Ab etwa 1925 wurden im Gebiet um die Winterleiten Schießübungen abgehalten, bis 10 Jahre später ein regulärer Truppenübungsplatz entstand. Unter Obmann Lorenz Unterberger kaufte die Ortsgruppe Judenburg der Naturfreunde 1924 die Grubhoferhütte am Großen (oberen) Winterleitensee und baute sie aufwendig um. Nach nur sieben Jahren fiel diese erste Winterleitenhütte einem Feuer zum Opfer. Bereits am nächsten Tag begann man am Kleinen Winterleitensee mit einem Neubau, der im Juli 1932 eröffnet wurde. In Folge der Zwangsauflösung der Naturfreunde wurde die Hütte im Februar 1933 behördlich gesperrt und ein Jahr später dem „vollständig unpolitischen“ ÖTK übertragen. Nach der Machtübernahme durch die Nationalsozialisten übernahm das Deutsche Jugendherbergswerk die Hütte. Nach Ende des Zweiten Weltkriegs konnte eine Beschlagnahmung durch die britische Besatzung verhindert werden. Das Besitzrecht galt daraufhin als „ungeklärt“, bis die Hütte 1950 den Naturfreunden zurückgegeben wurde. Eine 1941 errichtete Materialseilbahn auf die Schmelz stellte 1954 den Betrieb ein. Im Frühling 1976 wurde auch die Hütte am neuen Standort durch einen Schwelbrand zerstört. Der 1978 eröffnete Neubau verfügt über eine Kapazität von 27 Betten, die 1991 um ein 10-Personen-Lager erweitert wurde.

## Tourismus
Die Winterleitenhütte gilt als beliebter Stützpunkt für Wanderer und Bergsteiger und liegt am Eisenwurzenweg (Österreichischer Weitwanderweg 08). Im Winter besteht die Möglichkeit des Eislaufens auf dem Kleinen Winterleitensee sowie die Benutzung einer Naturrodelbahn, die direkt hinter dem Haus beginnt. Darüber hinaus werden geführte Schneeschuhwanderungen angeboten.
Im Februar 2018 fanden auf der Winterleiten erstmals die Naturbahnrodel-Europameisterschaften statt.

### Zugang zur Hütte
- von der Schmelz (1550 m): ½ Stunde
- von der Sabathyhütte (1620 m): 1 Stunde
- von St. Wolfgang-Kienberg (1277 m): 1¾ Stunden
- von der Waldheimhütte (1614 m): 3 Stunden
- von der Tonnerhütte (1598 m) (über den Zirbitzkogel): 4 Stunden

### Tourenziele
- Großer Winterleitensee (1840 m): ¼ Stunde
- Kreiskogel (2306 m)
  - Normalweg: 1½ Stunden
  - Lukas-Max-Klettersteig: 2 Stunden
- Zirbitzkogelhaus bzw. Zirbitzkogel (2396 m): 2 Stunden
- Wenzelalpe (2151 m): 2–2½ Stunden